# Кубрякова, Елена Самуиловна
Еле́на Само́йловна (Самуи́ловна) Кубряко́ва (29 октября 1927, Москва — 27 июня 2011, Москва) — советский и российский лингвист, доктор филологических наук, профессор, главный научный сотрудник Института языкознания РАН, заслуженный деятель науки РФ. Один из авторов «Большой Российской энциклопедии».

## Биография
Родилась 29 октября 1927 года в Ленинграде в семье известного рентгенолога С. А. Рейнберга (1897—1966). Окончила романо-германское отделение филологического факультета МГУ (1951), затем работала в Библиотеке иностранной литературы. Под руководством Э. А. Макаева защитила диссертацию «Корневые основы в германских языках (На материале готского и английского языков)» на степень кандидата филологических наук (1955).
Работала в Институте языкознания Академии наук (с 1959), в последние годы — главный научный сотрудник отдела теоретического и прикладного языкознания. Защитила диссертацию «Основы морфологического анализа: на материале германских языков» на соискание учёной степени доктора филологических наук (1972). Входила в состав редколлегии журнала «Известия РАН. Серия литературы и языка».
Похоронена в Москве на Головинском кладбище.

## Научная деятельность

Могила
Е. С. Кубряковой

Кубрякова — автор многочисленных трудов, хорошо известных широкому кругу специалистов в России и за рубежом. Её фундаментальные исследования заложили основы многих крупных направлений лингвистической мысли: теории языковой номинации, деривационной ономасиологии, теории частей речи, изучения языковой картина мира, языковой категоризации. Являлась одним из ведущих специалистов в когнитивной лингвистике, и с её именем связано возникновение в российском языкознании когнитивно-дискурсивного направления.
Опубликовала свыше 360 научных трудов. Автор монографий «Что такое словообразование» (1965), «Основы морфологического анализа» (1974), «Части речи в ономасиологическом освещении» (1978), «Типы языковых значений. Семантика производного слова» (1980), «Морфонология в описании языков» (1983), «Номинативный аспект речевой деятельности» (1986), «Части речи с когнитивной точки зрения» (1997), «Язык и знание» (2004), «Теория номинации и словообразование» (2010). Созданный ею совместно с В. З. Демьянковым, Ю. Г. Панкрацем, Л. Г. Лузиной «Краткий словарь когнитивных терминов» (1996), а также другие работы Е. С. Кубряковой, способствовали становлению когнитивной лингвистики как отдельного направления в российском языкознании.
Е. С. Кубрякова занимает первое место в рейтинге цитируемости российских учёных в области языкознания.
Кубрякова создатель собственной научной школы — «Кубряковского братства», объединяющее более 20 докторов и 40 кандидатов филологических наук.
Научные интересы Е. С. Кубряковой и её школы: общетеоретические вопросы лингвистики, грамматика германских языков, типология близкородственных языков, семантика и морфология производного слова, развитие детской речи, языковая категоризация и концептуализация, типы дискурсивной деятельности.

## Научные труды
- Словообразование : [арх. 17 октября 2022] / Кубрякова Е. С., Лопатин В. В., Улуханов И. С. // Сен-Жерменский мир 1679 — Социальное обеспечение [Электронный ресурс]. — 2015. — С. 445—446. — (Большая российская энциклопедия : [в 35 т.] / гл. ред. Ю. С. Осипов ; 2004—2017, т. 30). — ISBN 978-5-85270-367-5.